# Russula fulvograminea
Russula fulvograminea är en svampart som tillhör divisionen basidiesvampar, och som beskrevs av Ruots., Sarnari och Vauras. Russula fulvograminea ingår i släktet kremlor, och familjen kremlor och riskor. Enligt den finländska rödlistan är arten nära hotad i Finland. Arten är reproducerande i Sverige. Artens livsmiljö är friska och torra lundskogar.